# Supertramp
Supertramp was een Britse symfonische-rockgroep, met een door Wurlitzer-piano en saxofoon gedomineerd geluid. De band werd in 1969 opgericht door Rick Davies (zang en toetsinstrumenten) en de latere King Crimson-tekstschrijver Richard Palmer-James (zang en gitaar). Davies speelde eerder in The Joint samen met Steve Jolliffe, later Tangerine Dream. Belangrijkste andere groepslid was Roger Hodgson (zang, gitaar en toetsinstrumenten), die tot 1983 deel uitmaakte van de groep. Vanaf hun tweede album, Indelibly Stamped, schreven de oprichters Roger
Hodgson en Rick Davies afzonderlijk met zingende leadzang op hun eigen composities. Hodgson componeerde en zong de meerderheid van de hits zoals Give a Little Bit, de eerste hitsingle in Nederland, The Logical Song, Take the Long Way Home, Dreamer, Breakfast in America en It's Raining Again. Davies componeerde Bloody Well Right, Goodbye Stranger en Cannonball. 

## Bandbiografie

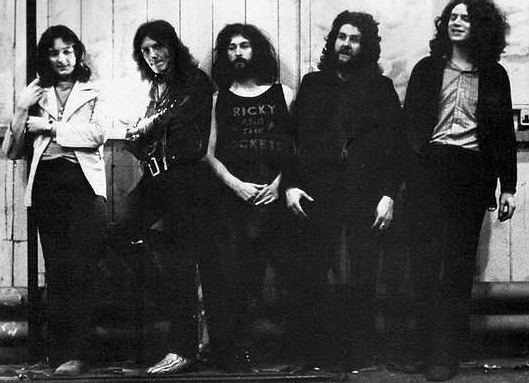
De tweede bezetting van Supertramp (1971)

De band kreeg als eerste naam Daddy, maar deze wordt nog voor de eerste opnamen gewijzigd in Supertramp, gebaseerd op het boek The Autobiography of a Super-Tramp van W.H. Davies uit circa 1910.

De eerste twee elpees werden gefinancierd door de rijke Nederlandse zakenman Sam Miesegaes en waren niet erg succesvol. Op het debuutalbum was nog niet het welbekende Supertramp-geluid te horen, maar al wel de songschrijfkwaliteiten van Davies en Hodgson. Na de eerste en de tweede plaat werden op Davies en Hodgson na alle bandleden vervangen. Indelibly Stamped veroorzaakte in Engeland nog wel enige opschudding door de getatoeëerde blote borsten op de voorkant. In de Verenigde Staten werd een gekuiste versie op de markt gebracht, waarbij twee stickers in de vorm van gouden sterren op de borsten werden geplakt.
In 1973 kwamen John Helliwell (blaasinstrumenten en zang), Dougie Thomson (basgitaar) en Bob Siebenberg (soms vermeld als Bob C. Benberg) (slagwerk) bij de groep en maakten zij de elpee Crime of the Century. Dit album werd opgedragen aan Miesegaes. De plaat werd geproduceerd door Ken Scott en voor de opnames werd tijd noch moeite gespaard. Dit leverde een plaat op met een bijzonder goede geluidskwaliteit en vele geluidseffecten. De plaat klinkt als een geheel, waardoor het lijkt alsof het een conceptelpee is. In Engeland werd de single Dreamer een toptienhit en haalde het album nummer 1. In Nederland stond het nummer School jarenlang in de Top 100 aller tijden.
Crisis? What Crisis? werd onder enige tijdsdruk gemaakt en viel in eerste instantie tegen. Wel toerde Supertramp in 1975 en 1976 succesvol door Europa en de Verenigde Staten. Het volgende album, Even in the Quietest Moments..., uitgebracht in april 1977, bevatte hun eerste hitsingle in Nederland met Give a Little Bit, geschreven door Hodgson op een leeftijd van 19 of 20 jaar. Vijf tot zes jaar later werd het nummer opgenomen. Hodgson verklaarde dat het nummer is geïnspireerd door The Beatles All You Need Is Love, uitgebracht tijdens de love and peace-vredesbeweging van de jaren 1960.
In Nederland scoorden ze met Give a Little Bit in 1977 de eerste hit en kwam de elpee Even In The Quietest Moments op nummer 1. Dit album werd voor een groot deel gemaakt op een bergtop in Colorado. Door de ijle lucht daar werden de stemmen van de zangers wat anders. John Helliwell kon hierdoor niet meer op zijn sax spelen. Dit deel is daarom in Los Angeles opgenomen. Hoogtepunt van dit album is het tien minuten durende en voor de helft instrumentale Fool's Overture.
Na het artistieke hoogtepunt met Crime of the Century volgde het commerciële hoogtepunt in 1979 met Breakfast In America. The Logical Song en Breakfast In America deden het goed als single. De kortere en meer pop-gerichte nummers werden door een groter publiek gewaardeerd. Op deze plaat is ook goed te horen dat Davies en Hodgson niet meer samen componeerden, maar dat ieder de helft van het repertoire schreef en zong. Davies zorgde voor de ernstige en nuchtere nummers, Hodgson had een luchtigere, dromerigere aanpak.
Van de concerten in Parijs in november 1979 verscheen de dubbelelpee Paris.
Op Famous Last Words is de scheiding tussen Davies en Hodgson nog beter te horen. De creativiteit was er een beetje uit en na een uitgebreide wereldtournee in 1983 hield Hodgson ermee op om een solocarrière te beginnen. In 1984 scoorde hij een hit met Had A Dream (Sleeping With The Enemy) van het album In The Eye Of The Storm.
Brother Where You Bound was de eerste plaat zonder Hodgson en de laatste uit de succesperiode van Supertramp. De plaat klinkt ritmischer en minder symfonisch. Cannonball werd het meest succesvolle nummer. Op de anti-Sovjetsong Brother Where You Bound speelde David Gilmour van Pink Floyd de gitaarpartijen.
In 1987 verscheen Free As A Bird. Op dit album speelde Mark Hart van Crowded House voor het eerst mee; hij schreef samen met Davies het nummer Where I Stand. Free As A Bird en Live '88 toonden definitief aan dat Supertramp op zijn retour was. De platen klonken voorspelbaar en misten enthousiasme en creativiteit. De verkoopcijfers bevestigden dit beeld. Curieus feit is dat de single I'm Beggin' You de nummer 1-positie haalde in de Amerikaanse dancecharts.
In 1990 haalde de compilatie The Very Best of Supertramp de nummer 1-positie in Nederland en kwam School uit 1974 alsnog in de hitparades.
Tussen 1997 en 2005 kwam Supertramp (Davies, Helliwell, Siebenberg en Hart, aangevuld met andere muzikanten) weer met nieuw materiaal. In 1997 verscheen Some Things Never Change en in 2002 werd het laatste album van Supertramp gemaakt, Slow Motion. Ook traden zij weer op, maar niet meer met het succes van weleer. In 1999 verscheen het live-album It Was The Best Of Times. Op deze registratie van concerten in de Royal Albert Hall in Londen staat het nummer Don't You Lie to Me, in 1940 geschreven door Hudson Whittaker.
In 2005 verscheen de compilatie Retrospectacle – The Supertramp Anthology. Hierop staan de grote hits, aangevuld met de nummers Land Ho en Summer Romance. Deze liedjes zijn als singles tussen de albums Indelibly Stamped en Crime of the Century verschenen. Vanaf dat jaar nam de groep een pauze van vijf jaar.
In 2010 begon Supertramp weer met optreden ter gelegenheid van het veertigjarig bestaan van hun gelijknamige debuutalbum. Er was in dat jaar even sprake dat Roger Hodgson weer bij de band zou komen voor een reünie, maar net voor diens solotour meldde Hodgson dat de deur daarvoor definitief is dichtgeslagen.
In 2012 bracht Billy Sherwood een tributealbum uit met als titel Songs of the Century. Hij werkte hiervoor samen met diverse muzikanten van bands als Yes, King Crimson, Toto en Renaissance. Hodgson's wereldtournee ging door in 2017 met concerten in Brazilië, Argentinië, Uruguay, Ierland, Engeland, Nederland, Frankrijk, Duitsland, Zwitserland, België, Spanje, Italië, de VS, Canada en Luxemburg. 